# José Manuel Holgado Brenes
José Manuel Holgado Brenes (Sevilla, 1940 - 2022) era un fotógrafo y abogado representante del llamado reportaje social, reportero con matices existenciales evidentes.

## Biografía
Nació el 15 de junio de 1940 en el seno de una familia obrera sevillana, oriunda de Morón de la Frontera y dedicada al comercio y manufactura textil de la época. Desde su infancia destacaría su interés por el mundo de la cultura. Comenzó a hacer fotografías a los catorce años, con una Zeis-Ikon que hizo la Guerra Civil en la mochila de un tío suyo. Le inicia en este medio, Enrique Meléndez de la Fuente, importante fotógrafo no profesional sevillano. 
De profesión Abogado, estudió Derecho en la Universidad de Sevilla en la década de los sesenta, es en este mundo, donde contactará con el mundo del teatro, de la publicación de revistas, la música y el arte en general. Desempeñó durante veinticinco años la Jefatura de Asesoría Jurídica de la Dirección Regional (Andalucía, Extremadura) de la Compañía Telefónica de España.
Obras suyas se han publicado en diversas revistas y libros especializados. Aparte de su labor autoral, es conferenciante exhaustivo, habiendo publicado numerosos trabajos generales e históricos. De otra parte ha desarrollado y desarrolla una reconocida labor como fotohistoriador. Obras fotográficas suyas se encuentran en numerosas colecciones y fondos del mundo, sobresaliendo las depositadas en la Biblioteca Nacional de París, Biblioteca del Congreso de los Estados Unidos, Museo de Bellas Artes de Palma de Mallorca, Centro Andaluz de Arte Contemporáneo, etc. 
Fue uno de los miembros fundadores del Grupo f/8 y de la Sociedad de Historia de la Fotografía Española. 

### Valoración de su Obra
Miguel Ángel Yáñez Polo en el Reportaje de José Manuel Holgado dice que 

no es nada fácil hablar de la fotografía de Holgado Brenes. Nada más diáfano que el reconocer que el suyo no es un reportaje habitual. Las raíces hay que husmearlas en otra dirección. Él mismo ha reconocido que su no optimismo vital le separa seriamente de Cartier-Bresson, y que a diferencia de Koudelka, no se encuentra interesado en la denuncia social y menos racial. Holgado confiesa que intenta descubrir al ser humano pleno que, hoy por hoy, no es precisamente así. Aquí comienza el conflicto y la génesis de su fotografía, porque uno no sabe bien, en principio, si es que el hombre no es verdaderamente pleno o es el propio fotógrafo quién no puede alcanzar la plenitud ideal. En cualquier caso sus planteamientos permiten afirmar que una de sus constantes es el sentimiento de que la existencia humana concreta, la existencia en el sentido de Kierkegaard está como arrojada de este mundo. Tal derelición cruel conduce, inevitablemente, a un conflicto hartamente angustioso. Y no se trata de una angustia que traduzca una confesión de debilidad, sino embrionaria al ser consciente precisamente de esta derelición aniquilante, de estar presente en el mundo para-la-muerte. Por eso cuando en una ocasión le instaron a que constatase si no había desesperación en su fotografía, puntualizó que si la desesperación equivale a angustia: sí. Sorprendentemente se trata casi siempre de una síntesis que deja un extraño poso con fino regusto nostálgico, triste y socarrón. Su síntesis fotográfica es una lógica consecuencia de la impotencia: Para resolver cuanto veo ante mi cámara. Cuando la angustia, la impotencia, la síntesis del no puedo hacer otra cosa, le hace turbarse, acepta que le reviste su formación católica, universitaria y trascendente. Cabe entonces vislumbrar en sus imágenes lo que Kart Barth ha denominado punto de la crisis, es decir negar la vida misma. La angustia holgadiana posee una dimensión existencial y trascendente.

Por eso cuando se ha hablado de reportaje metafísico refiriéndose al suyo, se ha precisado al máximo conceptualmente. Se trata de un reportaje apriorístico, fruto de un impulso casi eléctrico. Sus personajes, sus ambivalencias, sus propios objet trouvé, sus socarronerías, sus pensamientos icónicos son siempre trascendentales. Sin embargo, como desconfía que el hombre actual sea pleno en este sentido, acepta su ilusión para siglos venideros. Ha escrito de su propia fotografía: guárdela dentro de un bloque de cemento para legarla a los seres que habiten este planeta y ser entendida al descubrirse en el año 3522.

## Libros Publicados
- YÁÑEZ POLO, M. A.; ORTIZ LARA, L. y HOLGADO BRENES, J. M. (eds.): Historia de la fotografía española (1839-1986): Actas del Primer Congreso de Historia de la Fotografía Española. Sevilla, 1986 ISBN: 9788439866718

- Pereiras Hurtado, Eduardo y Holgado Brenes, José Manuel: Andalucía en Blanco y Negro. Espasa, Madrid, 1999. ISBN: 9788423992997

- García Gómez, José J. y Holgado Brenes, José Manuel (fot.): Las cofradías de Sevilla en la historia. Deculturas, Sevilla, 2008. ISBN: 9788493640507

- Holgado Brenes, José Manuel. ¡Aquí Sevilla... Oiga Fregenal! Albores de la telefonía en España. Guadalturia, Sevilla. 2011. ISBN: 9788493872854